# 杉戸 (杉戸町)
杉戸（すぎと）は、埼玉県北葛飾郡杉戸町の町名および大字。大字杉戸と杉戸一丁目から七丁目が設置されている。郵便番号は345-0036。

## 地理
杉戸町の中央部に位置する。東武動物公園駅から近く、杉戸町の中心市街地を形成している。
大落古利根川が宮代町との境界を流れる。北部は幸手市と接しており、倉松川が流れる。

### 河川
- 大落古利根川
- 倉松川
- 千石用水路
- 南側用水路 - 一部暗渠で流れ、その上部に遊歩道が整備されている。
- 大膳堀

## 歴史
- 幕末の時点では葛飾郡に属し、「旧高旧領取調帳」の記載によると明治初年時点では幕府領（小笠原甫三郎支配所）であった[4]。
- 1964年（昭和39年）6月1日 - 大字杉戸の一部から杉戸一丁目〜四丁目が成立。同日、大字杉戸の一部から内田が成立。

## 世帯数と人口
2022年（令和4年）3月1日現在の世帯数と人口は以下の通りである。
| 町丁       | 世帯数    | 人口    |
| ---------- | --------- | ------- |
| 大字杉戸   | 1,209世帯 | 2,811人 |
| 杉戸一丁目 | 392世帯   | 815人   |
| 杉戸二丁目 | 253世帯   | 542人   |
| 杉戸三丁目 | 268世帯   | 535人   |
| 杉戸四丁目 | 319世帯   | 710人   |
| 杉戸五丁目 | 488世帯   | 1,039人 |
| 杉戸六丁目 | 169世帯   | 348人   |
| 杉戸七丁目 | 87世帯    | 161人   |
| 計         | 3,185世帯 | 6,961人 |

## 小・中学校の学区
町立小・中学校に通う場合、学区（校区）は以下の通りとなる。
| 番地 | 小学校             | 中学校             |
| ---- | ------------------ | ------------------ |
| 全域 | 杉戸町立杉戸小学校 | 杉戸町立杉戸中学校 |

## 交通
- 国道4号（日光街道）
- 埼玉県道372号下高野杉戸線
- 埼玉県道373号堤根杉戸線
- 埼玉県道408号東武動物公園停車場線

## 地域

### 寺社・史跡
- 宝性院
- 用中寺
- 愛宕神社
- 神明神社
- 稲荷神社 - 地内に2か所あり
- 香取神社
- 八幡神社 - 地内に2か所あり
- 杉戸宿長瀬本陣跡

### 公園
- 国体記念運動広場
- フレッシュタウン公園
- 杉戸3丁目公園
- 上田児童公園
- 中央児童公園

### 施設
- 杉戸国道出張所
- 杉戸県土整備事務所
- 杉戸みちのこ保育園
- 杉戸町立中央幼稚園
- 今井病院
- 杉戸町観光協会
- フレッシュタウン自治会
- 髙橋屋